# Вайт-Спрінгс (Флорида)
Вайт-Спрінгс (англ. White Springs) — місто (англ. town) в США, в окрузі Гамільтон штату Флорида. Населення — 740 осіб (2020).

## Географія
Вайт-Спрінгс розташований за координатами 30°19′55″ пн. ш. 82°45′22″ зх. д. / 30.33194° пн. ш. 82.75611° зх. д. (30.331826, -82.756072).  За даними Бюро перепису населення США в 2010 році місто мало площу 4,77 км², з яких 4,77 км² — суходіл та 0,01 км² — водойми.

## Демографія
Згідно з переписом 2010 року, у місті мешкало 777 осіб у 326 домогосподарствах у складі 207 родин. Густота населення становила 163 особи/км².  Було 417 помешкань (87/км²).
Расовий склад населення:
| - 48,5 % — чорних або афроамериканців - 48,3 % — білих - 0,3 % — азіатів - 1,7 % — осіб інших рас |

До двох чи більше рас належало 1,3 %. Частка іспаномовних становила 3,3 % від усіх жителів.
За віковим діапазоном населення розподілялося таким чином: 23,8 % — особи молодші 18 років, 57,7 % — особи у віці 18—64 років, 18,5 % — особи у віці 65 років та старші. Медіана віку мешканця становила 41,5 року. На 100 осіб жіночої статі у місті припадало 93,8 чоловіків;  на 100 жінок у віці від 18 років та старших — 87,9 чоловіків також старших 18 років.
Середній дохід на одне домашнє господарство  становив 39 038 доларів США (медіана — 27 708), а середній дохід на одну сім'ю — 42 897 доларів (медіана — 33 710). За межею бідності перебувало 32,8 % осіб, у тому числі 56,6 % дітей у віці до 18 років та 20,5 % осіб у віці 65 років та старших.
Цивільне працевлаштоване населення становило 298 осіб. Основні галузі зайнятості: освіта, охорона здоров'я та соціальна допомога — 27,5 %, мистецтво, розваги та відпочинок — 21,5 %, науковці, спеціалісти, менеджери — 11,7 %, сільське господарство, лісництво, риболовля — 10,1 %.